# ГЕС Серрон-Гранде
ГЕС Серрон-Гранде (ісп. Central hidroeléctrica Cerrón Grande) — гідроелектростанція у Сальвадорі, за чотири десятки кілометрів на північний схід від столиці країни міста Сан-Сальвадор. Знаходячись між ГЕС Гвахойо (20 МВт) та ГЕС Сінко-де-Новьємбре, входить до складу каскаду у сточищі річки Лемпа, яка бере початок у Гватемалі та впадає до Тихого океану в центрі сальвадорського узбережжя.
У межах проєкту річку перекрили кам'яно-накидною/земляною греблею висотою 90 метрів та довжиною 800 метрів. Вона утримує велике водосховище з площею поверхні 135 км2 та об'ємом 2,18 млрд м3 (корисний об'єм 1,43 млрд м3), в якому припустиме коливання поверхні в операційному режимі між позначками 228 та 243 метри НРМ.
Основне обладнання станції становлять розміщені у пригреблевому машинному залі дві турбіни типу Френсіс потужністю по 67,5 МВт, які при напорі від 42 до 57 метрів забезпечують виробництво майже 0,5 млрд кВт·год електроенергії на рік.
Відпрацьована вода повертається в Лемпу.